# Національна партія Гренади
Національна партія Гренади (GNP) — колишня консервативна політична партія у Гренаді, що існувала з 1955 до 1984 року, коли її було переформовано на Нову національну партію. Як правило, сперечалась за владу з Об'єднаною лейбористською партією (GULP).